# Rüdiger Butte
Rüdiger Butte (* 17. Mai 1949 in Lüthorst; † 26. April 2013 in Hameln) war ein deutscher Kriminalbeamter und Politiker (SPD). Bis zu seinem gewaltsamen Tod war er Landrat des Landkreises Hameln-Pyrmont und zuvor Direktor des Landeskriminalamtes Niedersachsen.

## Leben

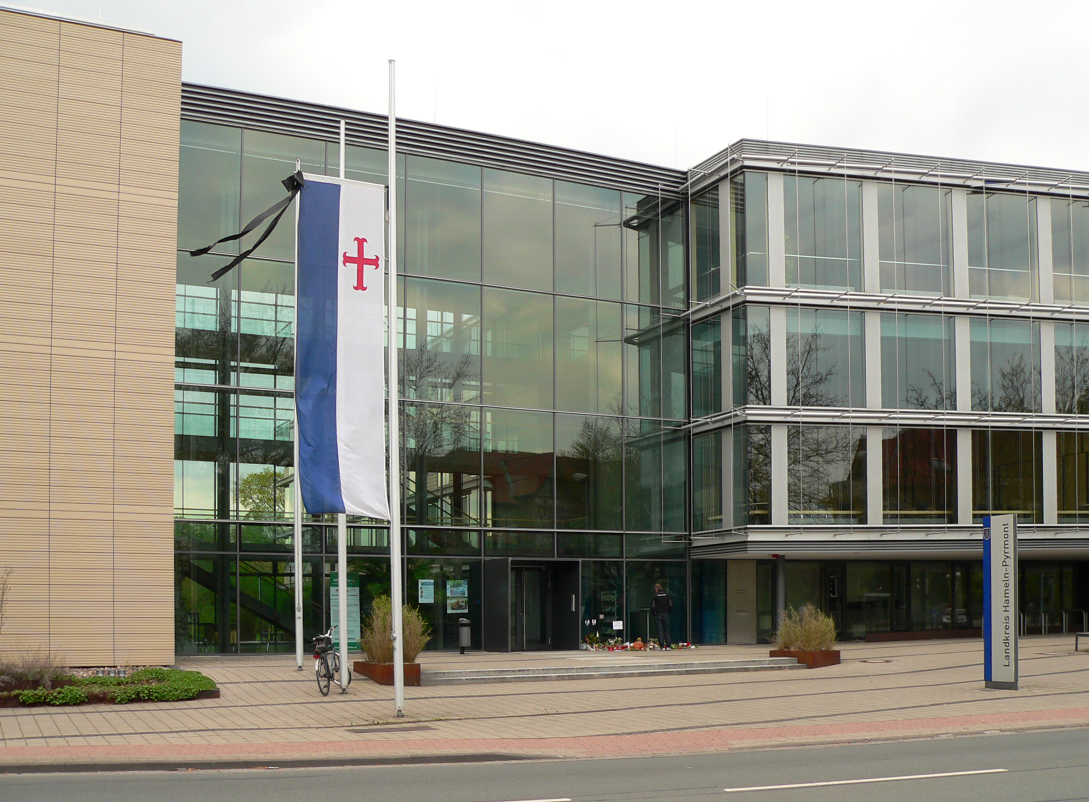
Kreishaus des Landkreises Hameln-Pyrmont in Hameln, beflaggt mit Trauerflor

Nach dem Abitur am Gymnasium Paul-Gerhardt-Schule Dassel im Jahr 1968 wurde Rüdiger Butte Kriminalpolizist. Er war kriminalpolizeilicher Sachbearbeiter in Braunschweig, Wolfenbüttel, Göttingen und Bückeburg sowie in Hannover im Niedersächsischen Innenministerium. Von 1983 bis 1985 absolvierte er an der Polizei-Führungsakademie (PFA) in Münster-Hiltrup die Ausbildung zum höheren Polizeivollzugsdienst des Bundes und der Länder und war anschließend in verschiedenen Funktionen im Niedersächsischen Innenministerium, insbesondere in der Bekämpfung der organisierten Kriminalität, tätig. 1986 wurde er Mitglied der Sozialdemokratischen Partei Deutschlands (SPD) und war von 1986 bis 1991 Ratsherr und Fraktionsvorsitzender in Negenborn und von 1991 bis 1996 stellvertretender Bürgermeister des Ortes. 1994 bis 1995 leitete er die Polizeiinspektion Holzminden und wurde anschließend Dezernatsleiter für Personal und Organisation bei der Bezirksregierung Hannover. 1999 übernahm er die Aufgabe als Referatsleiter „Einsatz der Polizei“ im Niedersächsischen Innenministerium und war Vertreter des Landespolizeidirektors. Von 1999 bis zum Juni 2004 war er stellvertretender Vorsitzender des Landespräventionsrates. Von April 2001 bis Juli 2005 leitete er als Direktor das Landeskriminalamt Niedersachsen. Am 24. April 2004 nominierte die SPD Butte zum Landratskandidaten. Am 19. September 2004 wurde der SPD-Politiker mit 52,19 % der Stimmen zum Nachfolger von Karl Heißmeyer und zum ersten hauptamtlichen Landrat des Landkreises Hameln-Pyrmont gewählt. Sein Amtsantritt erfolgte am 1. August 2005, die Vereidigung am 30. August 2005. Bei seiner Wiederwahl am 11. September 2011 erhielt er 53,3 %. In Funktion als Landrat war Butte auch Aufsichtsratsvorsitzender des Tourismus-Projektes Erlebniswelt Renaissance GmbH (EWR) mit Sitz in Hameln.

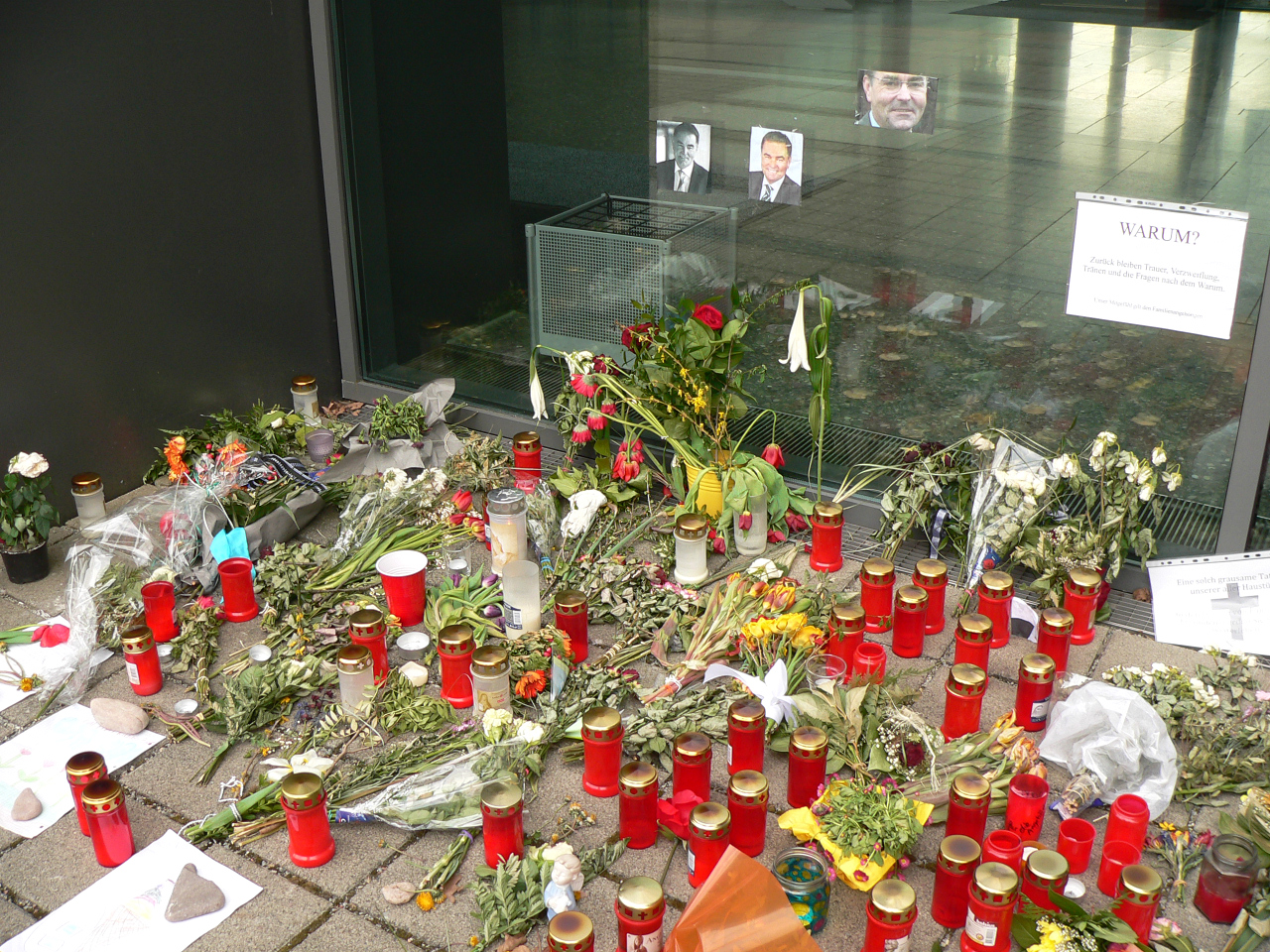
Kondolenzablage vor dem Kreishaus

Am 26. April 2013 wurde Butte gegen 10 Uhr in seinem Büro im Kreishaus des Landkreises Hameln-Pyrmont von einem 74-jährigen Mann mit einem Schuss aus einem Revolver der Marke Smith & Wesson, Kaliber .357 Magnum niedergeschossen; er starb am Tatort. Der Täter stammte aus Nienstedt; er tötete sich anschließend selbst. Der Nienstedter hatte um 2007 einen Maschendrahtzaun erneuert, woraufhin die Kreisbauaufsicht den Abriss des Zauns verfügte. Neben dieser ab August 2010 eskalierenden „Genehmigungs-Posse“ wurde der Täter wohl auch vom drohenden Verlust seines Hauses und seines Führerscheins zu der Tat getrieben.

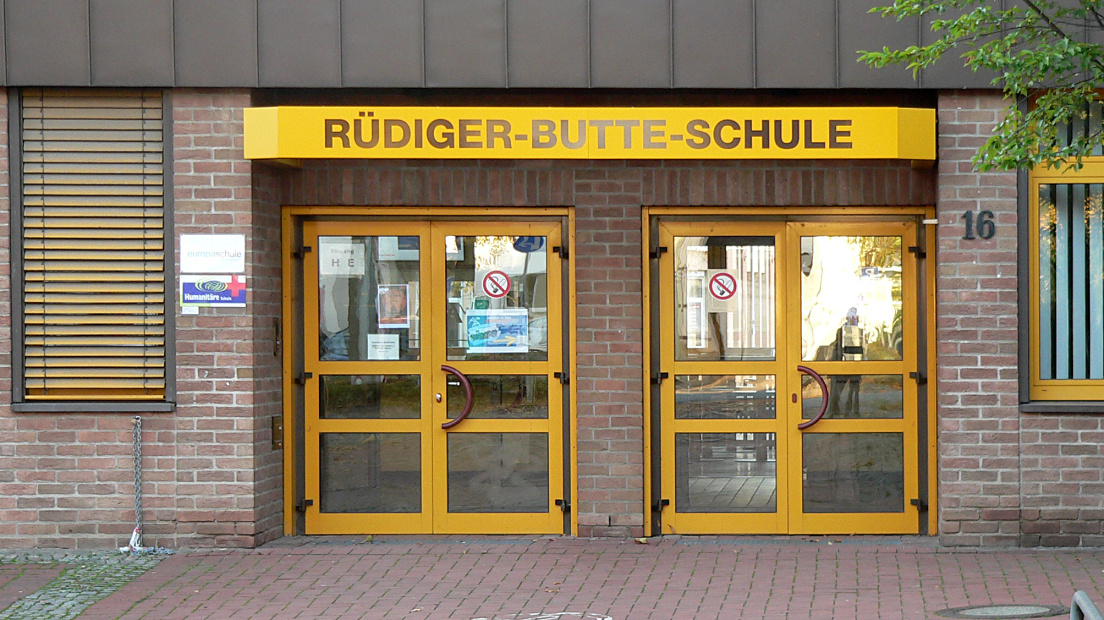
Die 2024 umbenannte Handels-Lehranstalt in Hameln

Butte wohnte seit 1968 in Negenborn. Mit seiner Ehefrau hatte er zwei Kinder. 2024 wurde die Handels-Lehranstalt in Hameln nach ihm in Rüdiger-Butte-Schule benannt.